# Tricimba palpalis
Tricimba palpalis är en tvåvingeart som beskrevs av Becker 1912. Tricimba palpalis ingår i släktet Tricimba och familjen fritflugor. Inga underarter finns listade i Catalogue of Life.